# Viksjön, Småland
Viksjön är en sjö i Oskarshamns kommun i Småland och ingår i Marströmmens huvudavrinningsområde. Sjön är 8,7 meter djup, har en yta på 1,02 kvadratkilometer och befinner sig 22,2 meter över havet.

## Delavrinningsområde
Viksjön ingår i det delavrinningsområde (637789-154210) som SMHI kallar för Utloppet av Viksjön. Medelhöjden är 29 meter över havet och ytan är 7,27 kvadratkilometer. Det finns inga avrinningsområden uppströms utan avrinningsområdet är högsta punkten. Vattendraget som avvattnar avrinningsområdet har biflödesordning 2, vilket innebär att vattnet flödar genom totalt 2 vattendrag innan det når havet efter 5,8 kilometer. Avrinningsområdet består mestadels av skog (80 %). Avrinningsområdet har 1,08 kvadratkilometer vattenytor vilket ger det en sjöprocent på 14,8 %.